# Riverisme

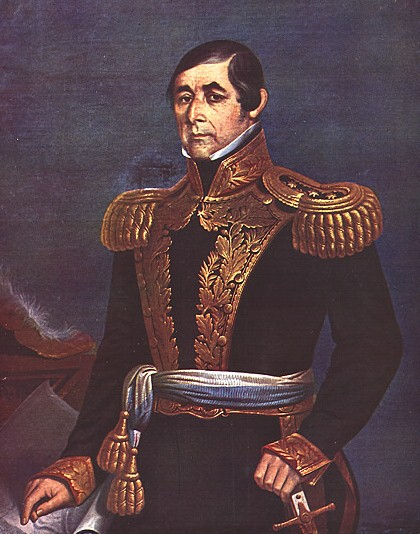
Fructuoso Rivera.

El riverisme (en castellà, riverismo) fou un corrent del Partit Colorado de l'Uruguai que buscava continuar el moviment fundat per Fructuoso Rivera. El partit havia estat modificat per la reforma del batllisme. S'oposava a la postura estatista d'aquest últim corrent, aspirant a un partit més vinculat amb el liberalisme clàssic. El seu principal dirigent va ser Pedro Manini Ríos, autor del periòdic La Mañana. El seu nom oficial va ser Partido Colorado Independiente Don Fructuoso Rivera.

## Història
El riverisme va sorgir de la crisi de juliol de 1913, en la qual el senat es va dividir en col·legialistes i en anticol·legialistes, passant a representar el sector més conservador del Partit Colorado. Els riveristes eren partidaris d'un executiu unipersonal "que realment governés" i oposats al model d'executiu col·legiat del batllista Feliciano Viera. També s'oposaven al model d'Estat interventor i nacionalitzador, que els riveristes van arribar a catalogar, despectivament, de socialista.
El riverisme va votar en contra del govern col·legiat el 1917 i es va mostrar favorable a la dictadura de l'argentí José Félix Uriburu el 1930, la qual va recomanar prendre com a model. Davant la crisi econòmica de 1930, el riverisme va donar suport a la dictarura de Gabriel Terra Leivas, culpant de molts mals a la Constitució de 1918 impulsada pel batllisme.
Entre les seves figures més destacades cal esmentar a Pedro Manini Ríos, Domingo Bordaberry, Carlos Manini Ríos, Carlos Végh Garzón i Sofía Álvarez Vignoli.

## Actualitat
Si bé avui aquest sector no existeix, alguns analistes polítics consideren al batllisme modern, i especialment al sanguinettisme, com una versió moderna del riverisme. Els intents de privatització portats a terme pel Partit Colorado, contrasten amb les nacionalitzacions que van caracteritzar al primer batllisme. Així mateix, la minimització de la matança d'indígenes de l'ètnia charrúa, la indiferència o negació de les cartes a Francisco Ramírez i l'homenatge a Fructuoso Rivera, semblarien donar suport a aquesta tesi.
El 1989 el president Julio María Sanguinetti Coirolo va prohibir que el vol des de París amb les restes de Juan Manuel de Rosas aterrés a Montevideo. L'avió hagué de dirigir-se a Rosario, des d'on les restes van ser traslladats a Buenos Aires. Durant la Guerra Gran, Juan Manuel de Rosas va donar suport al govern del Partit Nacional liderat per Manuel Oribe.